# Климат Словакии

Схема Кёппена для Словацкой Республики

Рельеф Словакии оказывает значительное влияние на климат страны. Последний представляет собой переходную форму между умеренно-континентальным и горным, с ярко выраженными сезонами. Расположение в центральной части Европы, а также наличие горных массивов Западных Карпат определяют погодные условия бо́льшей части страны. Расположение Словакии в умеренном климатическом поясе обуславливает закономерное чередование четырёх сезонов.

## Общая характеристика

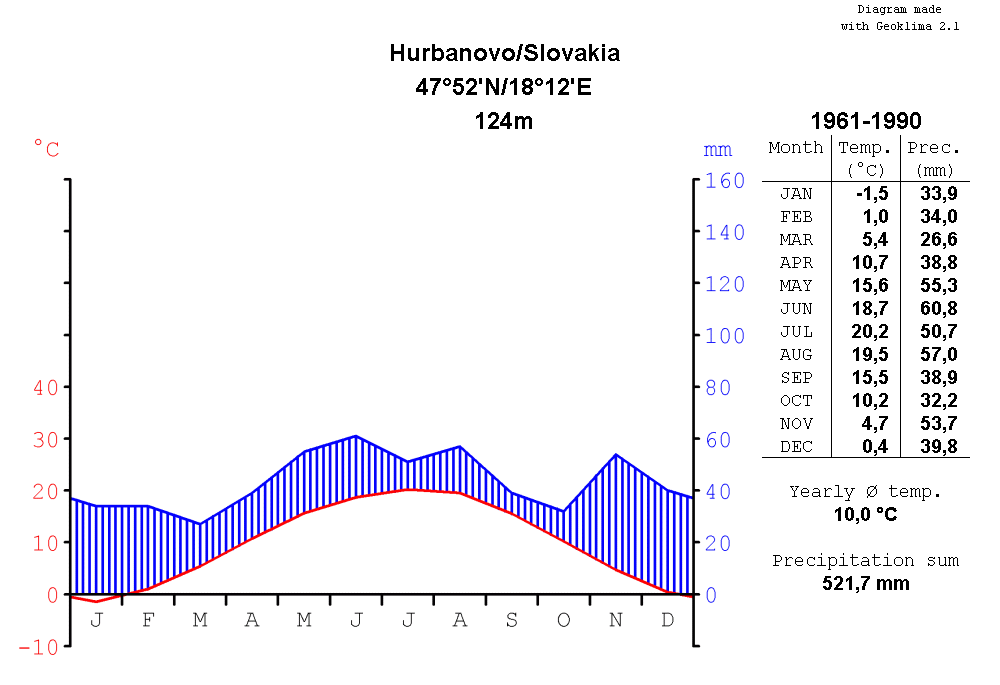
Климатическая диаграмма города Гурбаново за 1961—1990 года

Для Словакии характерен умеренно-континентальный климат с тёплым летом и прохладной зимой в преобладающей равнинной части, тогда как в высокогорьях, прежде всего в Татрах, климат близок к Альпийскому, с коротким прохладным летом и длительной снежной зимой. Среднегодовая температура понижается с запада на восток и с юга на север, ярко выражается это с увеличением высоты. В низинах, например в районе Братиславы, средняя температура января составляет около −1 °C, июля — +20 °C. Абсолютный минимум может достигать −35 °C, а максимум — +38 °C.
В связи с этим страна делиться на три климатические зоны: равнинная (низменная), предгорная и горная, отличающиеся друг от друга температурным режимом и уровнем осадков. К самой тёплой в Словакии низменной зоне можно отнести Дунайскую низменность на юго-западе и Восточнословацкую на юго-востоке, их климат по Кёппену можно охарактеризовать как умеренно тёплый океанический климат (Cfb), среднегодовая температура там — +9…+11 °C, в июле, самом тёплом месяце, средняя температура составляет +19…+21 °C, напротив, в самом холодном месяце года, январе, средняя температура −1…-3 °C. Количество осадков — 500—700 мм в год. Данная зона подходит для земледелия и разведения некоторых сортов винограда: лето тёплое и сухое, зима мягкая, снежный покров нестойкий, держится всего около 40-80 дней.
Предгорная зона располагается в центральной и северо-восточной части страны, для неё характерна холмистая местность, к примеру, у предгорья Татр. По Кёппену климат умеренно континентальный (Dfb), но с влажным летом из-за влияния влажных воздушных масс и циклонов с Атлантики. Среднегодовая температура держится в пределах +6…+9 °C, в июле +17…+19 °C, в январе −3…-6 °C, осадков за год выпадает до 1000 мм. Снежный покров устойчив, осадки летом чаще и в виде гроз. Земледелие здесь не так развито, нежели на равнинах, однако земля подходит для выращивания сельскохозяйственных культур, например риса и кукурузы.
Высокие и Низкие Татры, включая Малые Карпаты, являются самой холодной, горной зоной с субарктическим или альпийским климатом (Dfc). Среднегодовая температура варьируется от 0 до +5 °C на высоте менее 1000 метров, в июле от +10 до +14 °C, на январь приходится −8…-12 °С. Осадков до 2000 мм в год. Зима холодная, продолжительная, лето очень короткое и иногда снежное: покров может лежать до 200 дней. Частые туманы и снег дают условия для развития лишь горным лесам.
В целом, в зависимости от рельефа, температуры и условий осадков, территория делится по другому принципу на три климатических района:
- Тёплый климатический район:

Характеризуется наибольшим количеством солнечных часов (более 1500 часов в год), самыми высокими температурами (среднегодовая температура 8-11 °C) и наименьшим количеством осадков (520—750 мм). Включает низменности и низменные котловины высотой до 400 метров.
- Умеренно теплый климатический район:

Менее солнечный, с более низкими максимумами температур (среднегодовая температура около 8 °C), но большим количеством осадков (600—800 мм). Он состоит из высокорасположенных котловин, высокогорий и невысоких гор высотой до 800 м.
- Холодный климатический район:

Здесь меньше всего солнечного света (за исключением самых высоких точек) и больше всего осадков (800—2000 мм). Этот регион охватывает практически все высокогорья и горы.
Наибольшая продолжительность дня в Попраде (49.1° с.ш:) в момент летнего солнцестояния: световой день ≈ 16 часов 15 минут, наименьшая, там же, — ≈8 часов. Северные регионы Словакии, например, Татры, имеют чуть более длинные летние дни и более короткие зимние, чем южные. В период 20-21 марта по всей республике день и ночь равны, также как и 22-23 сентября. По данным Словацкого гидрометеорологического института, за последние 60 лет средняя температура воздуха увеличилась примерно на 1,1 °C.

## Солнечное сияние

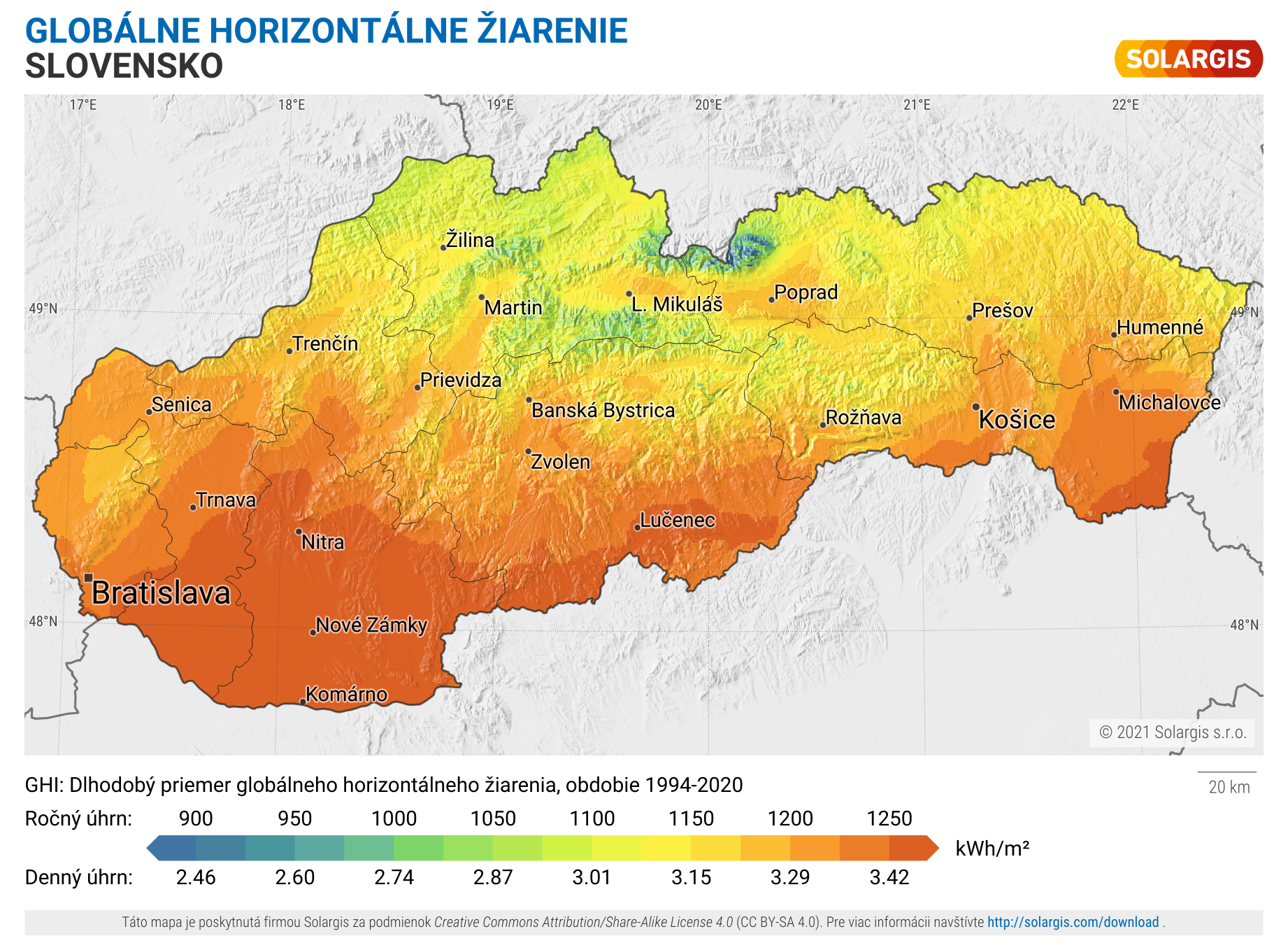
Воздействие солнечной радиации на территорию Словакии

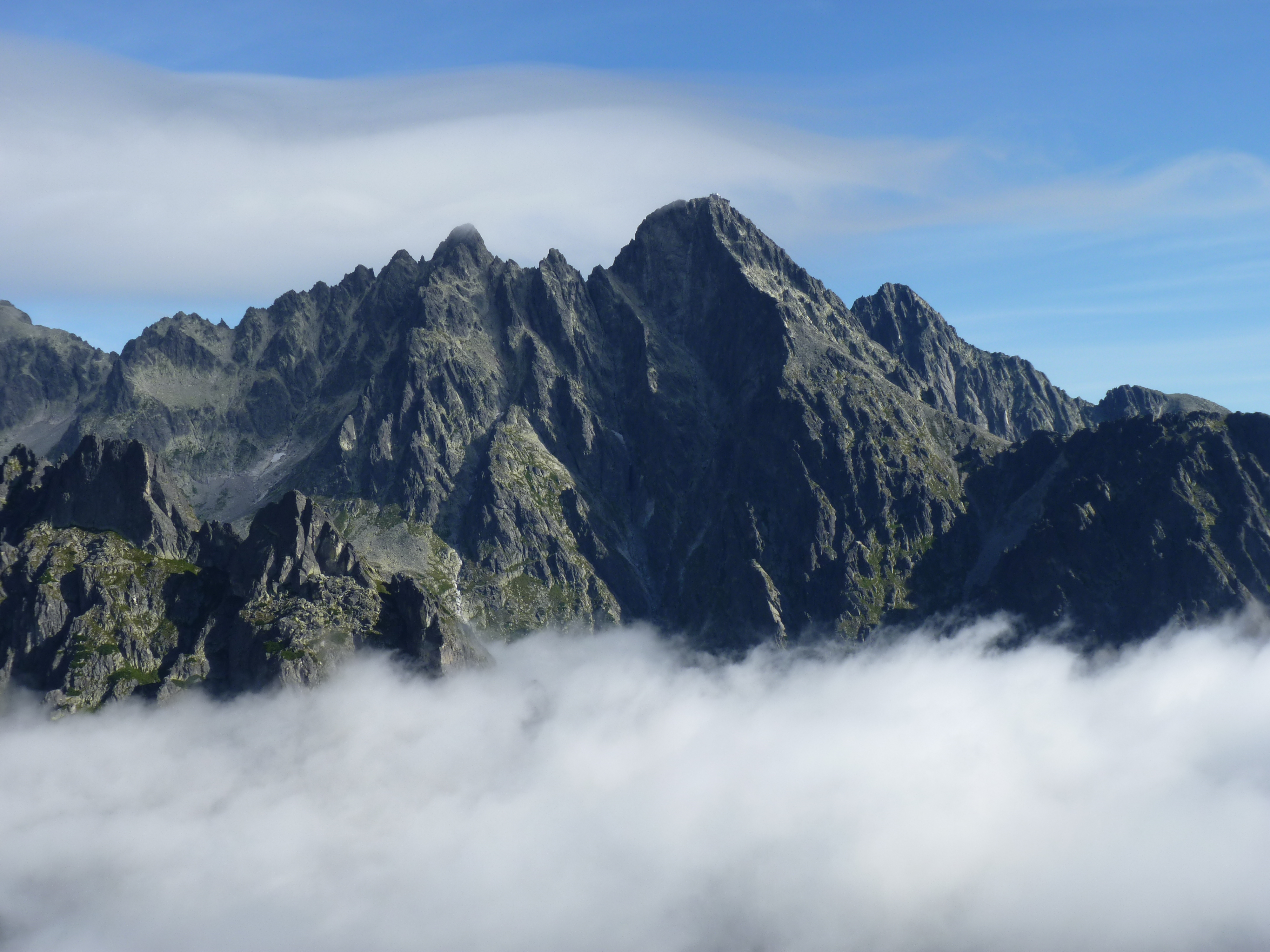
Вершина гор Татр — место, где 2000 световых часов в год

Наибольшая продолжительность годового солнечного сияния (более 1900 ч.) наблюдается на юго-западе Братиславы и Дунайской низменности,  наименьшая - в Малых Карпатах (менее 1600 ч.).

## Скорость ветра
Самая высокая скорость ветра в Словакии за всё время была зарегистрирована на озере Скалнате Плесо (словац. Skalnaté pleso) на высоте 1751 м 29 ноября 1965 года: 78,6 м/с (283 км/ч).

## Осадки
Наибольшее дневное количество осадков в размере 231,9 мм было зафиксировано 13 июля 1957 года в селе Салка, наименьшее годовое количество осадков в размере 262 мм было зафиксировано в 2011 году в селе Мале-Косихи. Осадки в виде снега составляют около 20 % от годового количества (с увеличением высоты их доля увеличивается до 70 % на хребтах Татр), а снежный покров держится от 40 дней в Дунайской низменности до более 200 дней в самых высоких районах Татр.